# جعفر أباد (هرازبي الجنوبي)
جعفر أباد (بالفارسية: جعفرآباد) هي قرية تقع في إيران في قسم هرازبي الجنوبی الريفي. يقدر عدد سكانها بـ 614 نسمة بحسب إحصاء 2016.